# Scoops Carry
Scoops Carry (* 23. Januar 1915 in Little Rock als George Dorman Carey; † 4. August 1970 in Chicago) war ein US-amerikanischer Jazz-Altsaxophonist und Klarinettist.

## Leben
Scoops Carrys Mutter war Musiklehrerin, sein Bruder Ed Carry war Bandleader und Gitarrist in Chicago. Carry begann im Alter von acht Jahren zu spielen; später studierte er am Chicago College of Music und an der Iowa University. Er arbeitete Ende der 1920er und Anfang der 1930er Jahre mit Cassino Simpson, den Midnight Revellers und Boyd Atkinss Firecrackers. 1931 wurde er Mitglied der Band von Lucky Millinder. 1932 trat er in die Band seines Bruders ein; die beiden leiteten dann gemeinsam Mitte der 1930er ein Orchester. Danach spielte Scoops Carry bei Zutty Singleton, Fletcher Henderson und Roy Eldridge; 1938 bei Art Tatum und Orchester von Horace Henderson. Ende der Dekade arbeitete er kurz bei Darnell Howard, bevor er 1940 zu Earl Hines’ Band wechselte, Carry blieb bis 1946 bei Hines und arbeitete in seinem großen Orchester, wie auch in seinem kleinen Ensemble. Er nahm mit Fletcher Henderson (1936), Mildred Bailey, Roy Eldridge (1937), Earl Hines und Dizzy Gillespie (1946) auf.
Danach verließ Carry die Musikszene und begann 1947 eine Ausbildung als Rechtspfleger; schließlich arbeitete er in der Staatsanwaltschaft in Illinois.

## Lexigraphische Einträge
- Carlo Bohländer, Karl Heinz Holler: Reclams Jazzführer (= Reclams Universalbibliothek. Nr. 10185/10196). Reclam, Stuttgart 1970, ISBN 3-15-010185-9.
- Leonard Feather, Ira Gitler: The Biographical Encyclopedia of Jazz. Oxford University Press, New York 1999, ISBN 0-19-532000-X.